# Filibusterisme
El filibusterisme és una tècnica específica d'obstruccionisme parlamentari mitjançant la qual s'abusa del reglament amb l'única finalitat d'ajornar al màxim una decisió.
Tot i que aquesta tècnica s'ha utilitzat de manera recurrent des del temps de l'Antiga Roma, el terme es va generar al Senat dels Estats Units, quan el 1854 els oponents van intentar retardar la Llei de Kansas-Nebraska aprofitant que el reglament de la cambra establia que un senador podia continuar parlant sense límit mentre no s'aturés o s'assegués. Per extensió, s'aplica a qualsevol forma d'obstruccionisme o d'interpretació interessada dels reglaments i els usos parlamentaris.
El mot filibuster té un origen recargolat: en el seu significat actual és una evolució del mot original neerlandès vrijbuiter, que significava aventurer o pirata. És la paraula amb la qual es designaven els corsaris que terroritzaven el Carib entre Cuba i Nicaragua de 1680 a 1800. Durant el segle xix, era també el nom donat al qui treballava per l'emancipació de les colònies castellanes d'Amèrica, sobretot de Cuba.